# تشارلز ستيفن
تشارلز ستيفن (بالإنجليزية: Charles Steffen)‏ هو فنان أمريكي، ولد في 1927، وتوفي في 1995.